# Ivy (Wirginia)
Ivy – jednostka osadnicza w Stanach Zjednoczonych, w stanie Wirginia, w hrabstwie Albemarle.